# Kürbiskern (Zeitschrift)
Kürbiskern. Literatur, Kritik, Klassenkampf war eine linksorientierte kulturpolitische Vierteljahresschrift, die von September 1965 bis 1987 im Damnitz Verlag München verlegt wurde.

## Geschichte
Gegründet wurde kürbiskern 1965 von Hannes Stütz, Yaak Karsunke, Christian Geissler, Manfred Vosz und Friedrich Hitzer, die gemeinsam als Herausgeber fungierten. 
Nachdem 1968 intern heftiger Streit über die brutale Niederschlagung des reformsozialistischen Prager Frühlings durch die Sowjetunion entbrannt war, wurde Karsunke von Stütz gekündigt. Die Kündigung wurde jedoch vom Arbeitsgericht aufgehoben. Geissler und Karsunke verließen dennoch aus Protest die Zeitschrift. Dafür übernahm Oskar Neumann 1970 die Mitherausgeberschaft. 
Viele der Autoren standen in einem regen Dialog mit der DKP.
Außerdem erschien die Kürbiskern-Reihe Kleine Arbeiterbibliothek.